# قبالة

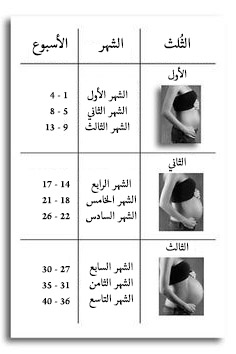
صورة تُبين تطور الحمل خلال المراحل الثلاث الأولى.

القِبالة هي مهنة تابعة للرعاية الصحية تقدم فيها القابلات الرعاية للنساء المقبلات على الولادة خلال فترة الحمل، المخاض والولادة، وخلال فترة ما بعد الولادة. ويهتمون أيضاً بحديثي الولادة حتى سن ستة أسابيع، بما في ذلك مساعدة الأم في الرضاعة الطبيعية.
ويُعرف ممارسو هذه المهنة باسم القابلة أو المولدة أو الداية، وهو مصطلح يستخدم في الإشارة إلى كل من المرأة والرجل، على الرغم من أن معظم القابلات هم من الإناث. وفي الولايات المتحدة، يتم تفضيل الممرضات القابلات المعتمدات على الممرضات الممارسات (ممرض ممارس). بالإضافة إلى تقديم الرعاية للنساء المقبلات على الحمل والولادة فالقابلة أيضاً توفر الرعاية الصحية الأولية للمرأة، وكذلك الرعاية الجيدة المتعلقة بالصحة الإنجابية والاختبارات السنوية لأمراض النساء، وتنظيم الأسرة، ورعاية بعد انقطاع الطمث (سن اليأس).
و تعتبر القابلات ممارسات مستقلات مختصات في الحمل منخفض المخاطر، والولادة، وما بعد الولادة. فهن بشكل عام يعملن لمساعدة النساء للتمتع بحمل صحي وولادة طبيعية. ويجري تدريب القابلات للتعرف والتعامل مع أي خروج عن المألوف. بينما أطباءالتوليد مختصصين بأمراض الحمل وبالجراحة. وعلى هذا تكمل المهنتين كلاهما الآخر، ولكن غالبًا ما يكون هناك اختلاف لأنه يتم تدريس أطباء التوليد على «إدارة المخاض بفاعلية»، في حين تدرس القابلات عدم التدخل إلا عند الضرورة.
و تقوم القابلات بإحالة المرأة إلى الممارس العام أو أطباء التوليد عندما تحتاج المرأة الحامل إلى رعاية لا تستطيع أن توفرها خبرة القابلة. في العديد من الولايات تعمل المهنتين معا لتوفير الرعاية للنساء المقبلات على الإنجاب. وفي حالات أخرى، تعمل القابلة بمفردها. تدرب القابلات على التعامل مع بعض الحالات التي يمكن وصفها بأنها اختلافات طبيعية أو غير طبيعية، بما في ذلك ولادة المؤخرة، وولادة التوائم والولادات التي يكون فيها الطفل في وضع خلفي، وذلك باستخدام تقنيات غير رائجة.

## التعريف

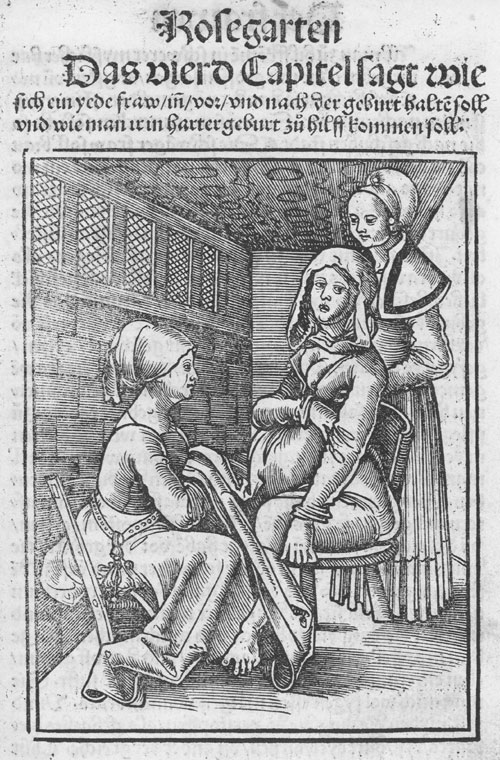
امرأة تلد على كرسي الولادة، من أعمال Rößlin Eucharius.

ووفقا للاتحاد الدولي للقابلات (وهو التعريف الذي اعتمدته منظمة الصحة العالمية والاتحاد الدولي لأمراض النساء والتوليد) تعرف القابلة على أنها:
«محترفة على قدر كبير من الكفاءة والمسؤلية تعمل في شراكة مع النساء وتقدم الدعم اللازم والرعاية والمشورة أثناء الحمل والمخاض وفترة ما بعد الولادة، وتجري الولادات على مسؤوليتها الخاصة وتوفر الرعاية للطفل. تشمل هذه الرعاية التدابير الوقائية، وتعزيز الولادة الطبيعية، والكشف عن المضاعفات في الأم والطفل، والحصول على المساعدة الطبية المناسبة أو أى مساعدات أخرى، وتنفيذ إجراءات الطوارئ.»
القابلة لديها مهمة هامة في المشورة والتعليم في مجال الصحة، ليس فقط للمرأة، ولكن أيضا داخل الأسرة والمجتمع. وهذا العمل ينبغي أن يشمل في مرحلة ما قبل الولادة التعليم والإعداد للأبوة وقد تمتد إلى صحة المرأة، والصحة الجنسية أو الإنجابية ورعاية الطفل، واكتساب المعرفة اللازمة لمواجهة نقص مسكنات الألم والمطهرات. [بحاجة لمصدر]
و يمكن للقابلات ممارسة عملهن في أي مكان بما في ذلك في المنزل والمجتمع والمستشفيات والعيادات أو الوحدات الصحية.

## أصل الكلمة
في الإنجليزية يشتق مصطلح قابلة: midwife من [الإنجليزية الوسطى: midwyf الذي يعني حرفياً مع - امرأة: with-woman. (في الإنجليزية الوسطى والقديمة، المقطع mid يعني مع، والمقطع wīf والذي يعني إمراة)
- في العربية، اشتق الاسم قابلة من قابل والذي هو اسم فاعل مؤنث، والقابلة هي التي تتلقي الولد عند ولادته.

## المنظور التاريخي المبكر
في مصر القديمة، كانت القبالة مهنة نسائية معترف بها، كما تشهد بذلك أوراق البردي إبيرس التي تعود إلى 1900-1550 قبل الميلاد.حيث تناقش خمسة أعمدة من هذه الأوراق التوليد وأمراض النساء، وخاصة المتعلقة تسريع الولادة والتكهن بولادة المولود الجديد. ويشمل ورق البردي Westcar papyrus والذي يعود إلى 1700 سنة قبل الميلاد، ويتضمن تعليمات لحساب التاريخ المتوقع للولادة، ويصف اساليب مختلفة من كراسي الولادة. وتشهد نقوش باس في غرف الولادة الملكية في الأقصر ومعابد أخرى أيضا على وجود مهنة القبالة بكثافة في هذه الثقافة.
و في العصور القديمة اليونانية والرومانية شغلت مهنة القبالة طائفة واسعة من النساء، بمن فيهن نساء طاعنات السن الذين واصلوا تقاليد شعبية طبية في قرى الإمبراطورية الرومانية، والقابلات المدربات الذين حصلن على معارفهم من مجموعة متنوعة من المصادر، والنساء الحاصلات على درجة عالية من التدريب كن يعتبرن طبيبات. ومع ذلك، هناك بعض الخصائص المطلوبة في «القابلة» الجيدة، كما وصفها الطبيب Soranus مجمع أفسس في القرن الثاني. ويذكر في عمله، أمراض النساء، أن «الشخص المناسب سيكون متعلما، وذكي، يمتلك ذاكرة جيدة، محب للعمل، محترم ويعتبر بشكل عام غير فاقدة لأى حاسة من الحواس [أي البصر والشم والسمع ]، ذوي أطراف سليمة وقوية، وفقا لبعض الناس، يجب ان يكونوا ذوي أصابع نحيلة طويلة وقصيرة الأظافر.» Soranus توصي أيضا بأن تكون القابلة عطوفة (و ليست بالضرورة ان تكون قد حملت بطفلها الخاص)، وأنها تبقي يدها ناعمة لراحة كل من الأم والطفل. بينما بليني، وهو طبيب آخر في هذا الوقت، قدر قيمة النبل والهدوء والسلوك الغير مشكوك فيه في القابلات. والمرأة التي تمتلك هذا المزيج من اللياقة البدنية والفضيلة، والمهارات، والتعليم من الصعب العثور عليها في العصور القديمة. وبالتالي، يبدو أنه كانت توجد ثلاثة «درجات» من القابلات في العصور القديمة. الأولى كانت فنيا بارعة، والثانية قرأت بعض النصوص في التوليد وأمراض النساء، ولكن الثالثة كانت على درجة عالية من التدريب وتعتبر طبية متخصصة في القبالة.
و عرفت القابلات بالكثير من الألقاب المختلفة في العصور القديمة، بدءا من iatrinē، مايا، obstetrix، وmédica.  ويبدو كما لو كانت القابلات تعاملن بطريقة مختلفة في أقصى شرق حوض البحر الأبيض المتوسط بالمقارنة مع الغرب. ففي الشرق، تقدمت بعض النساء وفقن مهنة القابلة (مايا) لتصبح طبيبة توليد (iatros gynaikeios)، والذي يلزمه التدريب الرسمي. ويوجد أيضا بعض الأوراق المتداولة في الأوساط الطبية والمتعلمة في الشرق كتبتها نساء يحملن أسماء اليونانية، ومع ذلك فهؤلاء النساء محدودات العدد. وانطلاقا من هذه المعطيات، يبدو أن القبالة في الشرق مهنة محترمة يمكن فيها المرأة المحترمة من كسب رزقها والتقدير الكافي لنشر اعمالها والتي يقرأها ويستشهد بها الأطباء الذكور. في الواقع، فإن عددا من الأحكام القانونية الرومانية تشير بقوة إلى أن القابلات يتمتعن بالمكانة والمكافآت التي يتمتع بها الأطباء الذكور. وكمثال على قابلة مثل هذه Salpe ليمنوس، التي كتبت عن أمراض النساء، وذكرت عدة مرات في أعمال بليني.
ومع ذلك، في الغرب الروماني، معرفتنا بالقابلات الممارسات يأتي أساسا من المرثيات الجنائزية. ومن خلال النظر في عينة صغيرة من هذه المرثيات اقترحت اثنان من الفرضيات. الأولى هو أن القبالة لم تكن مهنة المرأة الحرة من الأسر التي تتمتع بمكانة وحرية عبر عدة أجيال، ولذلك يبدو أن معظم القابلات هم من أصل ذليل. والثانية، لأن معظم هذه المرثيات الجنائزية تصف المرأة كأنها حررت، لذا يمكن افتراض أن القابلات حصلن على التقدير الكافي، وحصلن على ما يكفي من الدخل، لتكن قادرات على الحصول على حريتهن. ومن غير المعروف من هذه المرثيات كيف تم اختيار بعض الجواري للتدريب كقابلات. ويتم تدريب الجواري أو غالبا تقوم الأمهات بتعليم بناتهن.
و من أساسيات واجبات القابلات في العصور القديمة المساعدة في عملية الولادة، على الرغم من أنها قد ساعدت أيضا في غيرها من المشاكل الطبية المتعلقة بالمرأة عند الحاجة. وتلجأ القابلة في كثير من الأحيان لاستدعاء المساعدة من الطبيب عندما يتوقع ولادة أكثر صعوبة. تحضر القابلة في كثير من الحالات اثنين أو ثلاثة مساعدين. في العصور القديمة، كان تعتقد القابلة والطبيب على حد سواء أن الولادة الطبيعية تكون أسهل عندماتجلس المرأة في وضع عمودي. ولذلك، أثناء الولادة، تحضر القابلات مقعد إلى المنزل الذي سيتم فيه الولادة. وعلى قاعدة هذا المقعد حفرة على شكل هلال، من خلاها سيتم ولادة الطفل. مقعد أو كرسي الولادة به سنادات للذراع يمكن للأم الإمساك بها أثناء الولادة. كما يوجد بها مسند ظهر يمكن للمريضة الاستناد عليه، ولكن تشيرSoranus إلى أنه في بعض الحالات كانت الكراسي بلا مسند للظهر وتقف مساعدة وراء الأم لدعمها. وتجلس القابلة في مواجهة الأم، تشجعها وتدعمها أثناء الولادة، وربما تقدم تعليمات خاصة بالتنفس، ودفع، في بعض الأحيان تدلك فتحة المهبل، ودعم العجان أثناء ولادة الطفل. بينما قد تكون وظيفة المساعدين الدفع لأسفل بالضغط على الجزء العلوي من بطن الأم.
وأخيرا، تستقبل القابلة الرضيع، وتضعه في قطعة من القماش، وتقطع الحبل السري، وتطهر الطفل. ويرش الطفل بـ«مسحوق الملح الجيد، أو النطرون أو aphronitre» لامتصاص رواسب الولادة، ثم تشطف، ويرش ويشطف ثانية. وبعد ذلك، تمسح القابلات أي وجميع المخاط الخارج من الانف والفم والأذنين، أو فتحة الشرج. وشجع Soranus القابلات على وضع زيت الزيتون في عيني الطفل لتطهيرها من أي مخلفات الولادة، ووضع قطعة من الصوف المنقوع في زيت الزيتون على الحبل السري. بعد الولادة، تقوم القابلة بالإعلان الأولي حول ما إذا كان الرضيع يتمتع بصحة جيدة. وتتفقد الرضيع بحثا عن التشوهات الخلقية وتختبر بكاؤه لسماع ما إذا كانت قوية وقلبية أم لا. وفي نهاية المطاف، تقرر القابلات فرص الرضيع في البقاء على قيد الحياة، وهل من المرجح تعرضه لأي تشوهات أو أمراض شديدة.
و في إحدى حفريات القرن الثاني من مقبرة Ostian لـ Attice Scribonia، زوجة الطبيب الجراح، M. Ulpius Amerimnus، تفاصيل مشهد الولادة. وعملت Scribonia كقابلة وتظهر على الحفرية في خضم إحدى عمليات الولادة. حيث تجلس المريضة في كرسي الولادة، قابضة بيديها على مساند وتقف مساعدة القابلة وراءها لتقديم الدعم. وتجلس Scribonia على كرسي منخفض أمام المرأة، وتنظر بتواضع بعيدا في الوقت الذي تساعد أيضا في الولادة بتوسيع وتدليك المهبل، على النحو الذي شجعت عليه Soranus.
و لم تكن خدمات القابلة غير رخيصة، وهذه الحقيقة تشير إلى أن النساء الأكثر فقرا الذين لا يستطيعون تحمل نفقات خدمات القابلة المعتمدة في كثير من الأحيان جعلتهن يكتفين بمساعدة أقاربهن من النساء. بينما الأسر الأكثر ثراء كانت لديهم القابلات الخاصة بهم. ومع ذلك، فإن الغالبية العظمى من النساء في العالم اليوناني الروماني تلقين الرعاية من القابلات المستأجرات. واللاتى تكن على درجة عالية من التدريب أو تمتلكن معرفة أولية فقط عن الولادة. أيضا، كان لكثير من الأسر فرصة اختيار ما إذا كانوا يريدون توظيف قابلة تمارس الطب الشعبي التقليدي أو أحدث أساليب الولادة المحترفة. وكمثل الكثير من العوامل الأخرى في العصور القديمة، فإن نوعية رعاية أمراض النساء غالبا ما تعتمد إلى حد كبير على الحالة الاجتماعية والاقتصادية للمريضة.
وخلال العصر المسيحي في أوروبا، أصبحت القابلات مهمات للكنيسة بسبب دورهم في التعميد في حالات الطوارئ، ووجدن أنفسهن يتبعن القانون الكنسي الكاثوليكي الروماني.
وفي العصور الوسطى، اعتبرت الولادة حدث مميت لذلك أخبرت الكنيسة المسيحية الحوامل لإعداد كفنهن والاعتراف بذنوبهن في حالة الوفاة. وأشارت الكنيسة إلى سفر التكوين 03:16 كأساس للألم في الولادة، حيث تلقت حواء العقوبة عن دورها في معصية الله وانه «ضاعف الأحزان خاصتك، والمفاهيم خاصتك: في الحزن سوف تنجبي الأطفال». ويوجد مثل شائع في العصور الوسطى يقول «كلما كانت الساحرة أفضل، كانت القابلة أفضل»؛ وللوقاية من السحر، طلبت الكنيسة من القابلات أن يعتمدهن المطران ويقسمن على عدم استخدام السحر عند مساعدة النساء أثناء المخاض.

## المنظور التاريخي في وقت لاحق
في القرن 18، ظهر التقسيم بين الجراح والقابلة، عندما بدأ رجال الطب التأكيد على أن العمليات العلمية الحديثة أفضل للأمهات والأطفال الرضع من قابلات الطب الشعبي.
و مع بداية القرن 18 في إنجلترا معظم الأطفال تمت ولادتهم على يد قابلة، ولكن بحلول القرن 19، غالبية الأطفال ذوى الأصل النبيل ولدوا في وجود جراح. وهناك عدد من الدراسات الممتازة الطويلة كتبت عن هذا التحول التاريخي. [بحاجة لمصدر]
علماء الاجتماع الألمان غونار Heinsohn وستيغر أوتو قدموا نظرية أن القبالة أصبحت هدفا للاضطهاد والقمع من قبل السلطات العامة لأنه لا تمتلك ليس فقط درجة عالية من المعرفة المتخصصة والمهارات بشأن مساعدة في الولادة، ولكن أيضا بشأن وسائل منع الحمل والإجهاض. ووفقا لنظرية Heinsohn وستيجر، اضطهدت الدولة الحديثة القابلات كما لو كن سحرة في محاولة لإعادة اسكان القارة الأوروبية التي عانت من فقدان حاد في القوى العاملة نتيجة لـ الطاعون الدبلي (المعروف أيضا باسم الموت الأسود) الذي يجتاح القارة في موجات، ابتداء من عام 1348.
وهي تفسر بالتالي مطاردة الساحرات كمهاجمة القبالة ومعارف تحديد النسل تحديد النسل مع وضع الديموغرافية في الاعتبار. في الواقع، بعد مطاردة الساحرات، ارتفع عدد الأطفال لكل أم بشكل حاد، مما أدى إلى ما يسمى ب «الانفجار السكاني الأوروبي» في العصر الحديث، ونتج عن ذلك زيادة أعداد الشباب زيادة هائلة مكنت أوروبا من استعمار أجزاء كبيرة من بقية العالم. [بحاجة لمصدر]
بينما انتقد متخصصو تاريخ مطاردات الساحرات لهذا النهج الاقتصاد الكلي وواصلوا تفضيلهم للمستوى الجزئي للتفسيرات ووجهات النظر، بينما أعربت M. جون ريدل مؤرخ بارز في تاريخ تحديد النسل عن اتفاقه معهم.

## الولايات المتحدة
هناك قسمين رئيسيين مختلفين للقبالة الحديثة في الولايات المتحدة : القابلة الممرضة والقابلة المباشرة.

### القابلة الممرضة

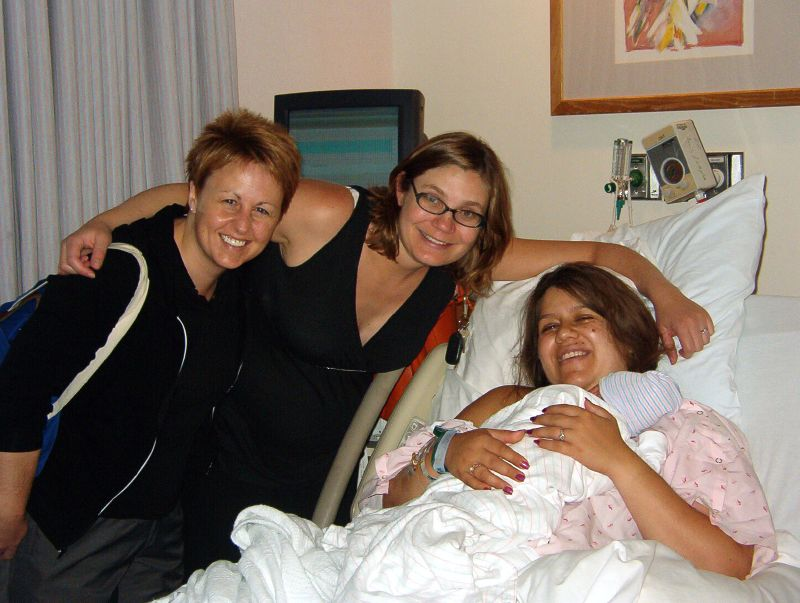
اثنين من الممرضات القابلات في كولورادو يظهرن مع ايمي الأم وابنها أوستن، تمت الولادة في المركز الطبي سانت لوكس في دنفر.ظهرت

القابلة الممرضة في الولايات المتحدة عام 1925 من قبل بريكنريدج ماري لاستخدامها في خدمة التمريض الرائدة (FNS). اختارت بريكنريدج نموذج الممرضة القابلة المستخدمة في انكلترا واسكتلندا لانها تتوقع هذه الممرضة القابلة على ظهور الخيل لخدمة احتياجات الرعاية الصحية للأسر التي تعيش في الجبال النائية في شرق كنتاكي. وكان هذا الجمع بين الممرضة والقابلة ناجحا للغاية. شركة متروبوليتان للتأمين على الحياة درست أول سبع سنوات من الخدمة وقررت انخفاض معدل وفيات الرضع والأمهات عن لبقية البلاد. وخلص التقرير إلى أنه إذا كان هذا النوع من الرعاية متاحا لغيرهن من النساء في الولايات المتحدة، يمكن بذلك إنقاذ آلاف الأرواح، واقترح، أن تدريب القابلة الممرضة يجب أن يكون متاحا في الولايات المتحدة.أسست بريكنريدج المدرسة الرائدة للقبالة وتمريض الأسرة في عام 1939، وهو أول برنامج تعليم القبالة الممرضة في الولايات المتحدة [بحاجة لمصدر]
و ما زالت المدرسة الرائدة تعلم القابلات الممرضات، كما أنها أضافت التعلم عن بعد إلى منهجيتها. وفي عام 1989 أصبح البرنامج الخيار الأول للممرضات حتى تصبح ممرضة قابلة دون ترك ديارهن. يقوم الطلاب القيام بعملهم الأكاديمي عبر الشبكة العنكبوتية مع المدرسة ويؤدون ممارساتهم السريرية مع قابلة ممرضة معتمدة من قبل المدرسة كعضو هيئة تدريس في مجتمعهم. وهذا النموذج المعتمد خرج أكثر من 1200 ممرضة قابلة.
في الولايات المتحدة، تعطى الرخصة للممرضة القابلة وفقا للولاية إما كونها متقدمة ممرضة ممارسة أو قابلة أو ممرضة قابلة. يتم تعليم الممرضات القابلات المعتمدات التمريض والقبالة وتوفير الرعاية لأمراض النساء وتوليد الأم السليمة نسبيا. وبالإضافة إلى الرخصة، فكثير من القابلات الممرضات معهن درجة الماجستير في التمريض والصحة العامة، أو القبالة. وتعمل الممرضة القابلة في المستشفى، والعيادة الطبية والمكاتب الخاصة وقد تولد الأطفال في المستشفيات ومراكز الولادة وفي المنزل. وهن قادرات على وصف الأدوية في جميع الولايات الـ 50. فتقدم الممرضة القابلة الرعاية للنساء من سن البلوغ حتى انقطاع الطمث. قد تعمل الممرضات القابلات بشكل وثيق مع أطباء التوليد، الذين يقدمون المشورة والمساعدة للمرضى الذين يعانون من مضاعفات. في كثير من الأحيان، تستفيد المرأة التي تعاني من ارتفاع مخاطر الحمل على فوائد رعاية القبالة من القابلة الممرضة بالتعاون مع الطبيب. ويوجد حاليا 2 ٪ من القابلات الممرضات من الرجال تعتمد الكلية الأمريكية للممرضات القابلات برامج التعليم nurse-midwifery/midwifery، وتقوم بدور الجمعية الوطنية المهنية للقابلات الممرضات والقابلات المعتمدات. بعد التخرج من هذه البرامج، يخضع الخريجين لامتحان الشهادة التي يديرها المجلس شهادة القبالة الأمريكية. [بحاجة لمصدر]

### القابلات المباشرات
تدرس القابلة المباشرة علم القبالة في برنامج أو مسار لا يتطلب التعليم الأولي كالممرضة. وتتعلم القابلة المباشرة القبالة من خلال الدراسة الذاتية، والتلمذة، ومدرسة القبالة الخاصة، أو كلية، أو برنامج جامعي يختلف عن علم التمريض. يتم تدريب القابلات المباشرات لتقديم نموذج رعاية القابلات  للمرأة الصحيحة والأطفال حديثي الولادة في جميع مراحل الحمل خارج المستشفى.
تحت مظلة «القابلة المباشرة» يوجد عدة أنواع من القابلات:
 قابلة محترفة معتمدة  (CPM) هي ممارسة القبالة ذات المعرفة والمهارة والاستقلال المهني والتي تتميز بالمعايير التي حددتها تسجيل القابلات في أمريكا الشمالية (NARM) للحصول على شهادة ومؤهلة لتقديم نموذج رعاية القابلات. وتعتبر الCPM هو الاعتماد الوحيد في الولايات المتحدة الذي يتطلب معرفة وخبرة خارج المستشفى. في الوقت الحاضر، هناك ما يقرب من 900 CPMs ممارسات في الولايات المتحدة.[بحاجة لمصدر]
القابلة المرخصة هي قابلة مرخص لها بمزاولة المهنة في ولاية معينة. حاليا، تراخيص القابلات المباشرات متوفرة في 24 ولاية.[بحاجة لمصدر]
استخدم مصطلح قابلات الوضع Lay Midwife"قد' ' لتعين القابلة الغير حاصلة على شهادة أو غير مرخصة التي تلقت تعليمها من خلال طرق غير رسمية مثل الدراسة الذاتية أو التلمذة وليس من خلال برنامج رسمي. ولا يعني هذا المصطلح بالضرورة انخفاض مستوى التعليم، ولكن فقط أن القابلة اختارت عدم الحصول على شهادة أو ترخيص، أو عدم وجود شهادة متاحة لنوع التعليم الذي حصلت عليه (كما كان الحال قبل اعتماد CPM)). [بحاجة لمصدر]
الكلية الأمريكية للممرضات القابلات (ACNM) توفر أيضا الاعتماد لبرامج القابلة غير الممرضة، وكذلك الكليات التي تخرج الممرضة - القابلة. هذا الاعتماد، يدعى قابلات قانونيات ، ويعمل به حاليا في ثلاث ولايات فقط (نيويورك، نيو جيرسي، ورود ايلاند). ويجب على جميع CMs اجتياز الامتحان نفسه الموثق الذي يديره المجلس الأميركي لشهادة القبالة.
تسجيل القابلات لأمريكا الشمالية (NARM) هي وكالة شهادات تتمثل مهمتها في إنشاء وإدارة شهادات الاعتماد لل«قابلة الوحترفة المعتمدة» (CPM). عملية التصديق على CPM يؤكد على أهمية مستوى المعرفة والمهارات والخبرة للممارسة المسؤولة للقبالة. هذه عملية التصديق يشمل طرق تعليمية متعددة بما في ذلك التدريب المهني، والدراسة الذاتية، والمدارس الخاصة للقبالة، كلية وبرامج القبالة على المستوى الجامعي، وقبالة التمريض. أنشئت في عام 1987 من قبل 'اتحاد القابلات في أمريكا الشمالية (مانا)، التزمت NARM بتحديد المعايير والممارسات التي تعكس تميز وتنوع مجتمع القبالة المستقل من أجل وضع معايير للقبالة في أمريكا الشمالية.

### الممارسة
تعمل القابلات مع النساء وأسرهن في أي عدد من الإعدادات. في حين أن غالبية القابلات الممرضات يعملن في المستشفيات [من؟]، بعض القابلات الممرضات، العديد من القابلات غير الممرضات [من؟] يعملن داخل المجتمع أو المنزل. في كثير من الولايات تؤسس القابلات مركز توليد تعمل فيه مجموعة من القابلات معا. وتدعم وتشجع القابلات عموما الولادة الطبيعية في جميع البيئات الممارسة. وتتنوع القوانين المتعلقة بالذين يمكنهم ممارسة القبالة والظروف التي تؤدى بها من ولاية لأخرى.

## المملكة المتحدة
القابلات ممارسات مستقلات في المملكة المتحدة، يتحملن مسؤولية رعاية المرأة في مرحلة ما قبل الولادة وأثنائها ورعاية ما بعد الولادة وحتى 28 يوما بعد الولادة، أو كما تتطلبه الحالة. القابلات يقدن الرعاية الصحية المهنية بحضور غالبية الولادات، معظمها في المستشفى، على الرغم من أن الولادة في البيت هو خيار آمن تماما في العديد من الحالات. وهناك مجموعة متنوعة من طرق تأهيل القابلات. وتتأهل معظم القابلات الآن عبر الدورات المباشرة وعادة ما تكون أربع أو ثلاث سنوات في الجامعة حيث تحصل على درجة أو دبلومة التعليم العالي في القبالة ويحق لهم التقدم بطلب للحصول على قبول التسجيل. بعد الانتهاء من تدريب الممرضات، يمكنها أن تصبح قابلة مسجلة بعد إتمام دورة «بعد-التسجيل» والتي تستمر 18 شهرا (و بعدها الحصول على درجة التأهيل)، ولكن هذه الطريق هي الوحيدة المتاحة للممرضات فرع الكبار، وأي طفل، والصحة العقلية، أو فرع صعوبات التعلمصعوبات التعلم فيجب إكمال ثلاث سنوات كاملة للتأهل كقابلة. طالبات القبالة لا يدفعون رسوما دراسية ومؤهلة للحصول على الدعم المالي لتكاليف المعيشة أثناء فترة التدريب. ويختلف التمويل باختلاف المنطقة داخل المملكة المتحدة، وما إذا كانت تتخذ بدرجة أو دبلومة. وتدفع رسوم درجة القبالة للخدمات الصحية الوطنية (NHS). قد يتأهل بعض الطلاب أيضا للحصول على المنح الدراسية التابعة للقطاع الوطني للصحة.
يجب أن تكون جميع القابلات الممارسات مسجلات مع مجلس التمريض والقبالة، وكذلك يجب أن تحصل على مشرف للقابلات من خلال سلطة الإشراف المحلية. تعمل معظم القابلات الخدمات الصحية الوطنية، وتقدم كل من رعاية المستشفى والرعاية المجتمعية، ولكن نسبة كبيرة منهن يعملن بشكل مستقل، ويوفرن الرعاية الكاملة لعملائهن في محيطهن. ومع ذلك، مقترحات الحكومة الأخيرة لطلب التأمين على جميع العاملين في مجال الصحة يهدد القبالة المستقلة في إنجلترا.
القابلات في جميع الأوقات مسؤولة عن امرأة بالرعاية، تعرف متى أن تحولها عند المضاعفات إلى طاقم طبي، ليكون بمثابة نصير المرأة، وضمان حق الأم في الاختيار والتحكم في تجربة الولادة. عارض العديد من القابلات إلى إضفاء «الطابع الطبي» على الولادة، وفضلن كونه نهجا عن كونه رعاية، وضمن النتيجة المرضية للأم والطفل.

### تدريب القبالة
ويعتبر تدريب القبالة واحدة من أصعب الدورات وأشدها تنافسية عن الموضوعات الصحية الأخرى. تخضع معظم القابلات لبرنامج التدريب المهني لمدة 32 شهرا، أو دورة 18 الشهر تحويل الممرضة. وبالتالي قد تخضع القابلة لما يصل إلى 5 سنوات من التدريب الكلي. تدريب القبالة يتكون من تعليم يعتمد على الفصول الدراسية التي تقدمها جامعات مختارة بالتعاون مع المستشفى والمجتمع والتدريب في أماكن تابعة لـ NHS. قد تتدرب القابلات لكى تصبحن زائرات الصحة (مثل كثير من الممرضات).

### قابلات المجتمع
تعمل الكثير من القابلات أيضا في المجتمع. دور القابلات في المجتمعات المحلية يشمل المواعيد الأولية مع النساء الحوامل، وإدارة العيادات، ورعاية ما بعد الولادة في المنزل، وحضور الولادة في البيت.[بحاجة لمصدر]

## كندا
أعيد تقديم القبالة كمهنة قانونية في كندا في 1990s. بعد عدة عقود من ممارسة الضغوط السياسية المكثفة من القابلات والمستهلكين، أصبحت القبالة الكاملة المتكاملة والمنظمة والممولة من القطاع العام جزءا من النظام الصحي في مقاطعات كولومبيا البريطانية والبرتا وساسكاتشوان ومانيتوبا، وأونتاريو، كيبيك، ونوفا سكوتيا، وفي الأقاليم الشمالية الغربية ونونافوت. وقد تم مؤخرا الإعلان عن تشريعات القبالة في نيو برونزويك حيث الحكومة الآن في خضم عملية دمج خدمات القبالة هناك. وفقط في جزيرة الأمير إدوارد، ويوكون ونيوفاوندلاند ولابرادور لا يوجد تشريع لممارسة القبالة.
القابلات في كندا لديهن خلفيات مختلفة بما في ذلك: البدائية شهادة التمريض، والمباشرة و«الوضع» أو القبالة التقليدية. ومع ذلك، بعد عملية التقييمالتي تقوم بها الهيئات التنظيمية المحلية، تعرف كل المسجلات 'قابلات ' «قابلات المسجلات» أو ما يعادلها في اللغة الفرنسية «حكيمة» 'sage femme' بغض النظر عن طريقة تدريبهن. فمن أسلوب 'البديل' الأصلي للقبالة في 1960s و1970s، تقدم ممارسة القبالة في مجموعة متنوعة من الطرق داخل المحافظات: تقدم القابلات استمرارية الرعاية ضمن ممارسات مجموعة صغيرة، واختيار مكان الولادة، والتركيز على المرأة باعتبارها صانع القرار الرئيسي في رعاية الأمومة. عندما تعانى المرأة أو طفلها من مضاعفات تعمل القابلات بالتشاور مع خبير ملائم. القابلات المسجلات يمكنهم القيام باجراءات التشخيص المناسبة مثل اختبارات الدم والموجات فوق الصوتية، ويمكنهم وصف عددا محدودا من الأدوية. وتشمل مبادئ النموذج الكندي للقبالة الاختيار الواعي، واختيار مكان الولادة، واستمرار الرعاية من مجموعة صغيرة من القابلات واحترام المرأة كصانع القرار الأساسي. وعادة ما تحصل القابلات على امتيازات في المستشفيات ودعم حق المرأة في اختيارالمكان الذي ستلد فيه طفلها. وكمقدمي الرعاية الصحية المتكاملة على أكمل وجه، ونتائج ولادات المنزل في كندا ممتازة.
تقدم أربع محافظات شهادة البكالوريا في القبالة بعد أربع سنوات جامعية. في كولومبيا البريطانية، يقدم البرنامج في جامعة كولومبيا البريطانية. في أونتاريو، يقدم برنامج تعليم القبالة (MEP) جمعية من جامعة ماك ماستر في جامعة رايرسون وجامعة لورنتين. في مانيتوبا يقدم البرنامج كلية جامعة الشمال، والتي تقدم درجة البرنامج حصرا للطلاب من السكان الأصليين، حيث تجمع بين التعليم الغرب والقبالة التقليدية. في كيبيك، يقدم البرنامج في جامعة دو كيبيك à - Rivières تروا. في كيبيك الشمالية ونونافوت، يتم تعليم نساء الإسكيمو لكى يصبحوا قابلات في مجتمعاتهن المحلية. ويوجد برنامج التجسير للقابلات الحاصلات على تعليم دولي في اونتاريو في جامعة رايرسون. ويقدم برنامج تجسير القابلات متعدد الاختصاصات  الممولة اتحاديا في غرب كندا. المقاطعات والأقاليم الخاضعة للوائح تقبل القابلات الحاصلات على تعليم دولي لهيئتها التنظيمية إذا اثبتن كفائتهن من خلال عملية التعلم والتجربة (PLEA).
الاعتراف القانوني بالقبالة جلب القابلات في التيار الرئيسي للرعاية الصحية بتمويل عالمي للخدمات وامتيازات المستشفى، والحق في وصف الأدوية اللازمة أثناء الحمل والولادة وبعد الولادة، والحق في طلب تحليل الدم والموجات فوق الصوتية لعملائهن واستشارة الأطباء. لحماية تعاليم القبالة ولتوفير الدعم للقابلات التي تركز على رعاية المرأة، فعلت الهيئات التنظيمية والجمعيات المهنية التشريعات والمعايير المعمول بها لتوفير الحماية، ولا سيما لاختيار مكان الولادة، والاختيار الواعي واستمرارية الرعاية. جميع القابلات القانونيات لديهن تأمين سوء الممارسة. أي شخص غير قانوني يقدم الرعاية في المقاطعات أو الأقاليم التي يوجد بها تشريعات يعتبر ممارسا للقبالة دون ترخيص، ويخضع للتحقيق والملاحقة القضائية.
وقبل التغييرات التشريعية، مارست عدد قليل جدا من النساء الكنديات رعاية القبالة، ويرجع ذلك جزئيا لأن نظام الرعاية الصحية لم يكن ممولا من قبل. جعلت القبالة المشروعة خدمات القابلات متاحة لنسبة واسعة ومتنوعة من النساء وفي الكثير من المجتمعات المحلية عدد القابلات المتاحة لا يلبي الطلب المتزايد على خدماتهن. وتمنح خدمات القبالة مجانا للنساء الاتي تعشن في المحافظات المعترفة بالقبالة.

## نيوزيلندا
استعاد القبالة وضعها باعتبارها مهنة مستقلة في نيوزيلندا في عام 1990. قانون الممرضات المعدل استعاد الفرق القانوني والمهني بين التمريض والقبالة واعترف بالقبالة والتمريض كمهن منفصلة ومتميزة. وكل القابلات المسجلات الآن هن قابلات مباشرات لم يتلقين أي تدريب في التمريض. يتطلب التسجيل درجة البكالوريوس في القبالة. وهو حاليا برنامج لمدة ثلاث سنوات كاملة، ولكنه في طور المراجعة من جانب السلطة القبالة في نيوزيلندا.
و على المرأة اختيار إما القابلة، أو ممارس عام أو طبيب التوليد لتوفير الرعاية لهن. حوالي 78 في المئة يخترن القابلة (8 في المئة ممارس عام، و 8 في المئة طبيب التوليد، و 6 في المئة غير معروف.). توفر القابلاترعاية الأمومة من بداية الحمل إلى 6 أسابيع بعد الولادة. ويغطي نطاق ممارسة القبالة فترة الحمل والولادة الطبيعية. وتطلب القابلة الاستشارة أو تنقل الرعاية عندما يكون هناك خروجا عن المعتاد. عادة يتم توفير الرعاية قبل الولادة وبعدها في منزل المرأة. يمكن أن يكون في البيت، ووحدة التوليد الرئيسية، أو مستشفى. وتمول الحكومة بالكامل رعاية القبالة. (رعاية الممارس العام قد تكون ممولة بالكامل. وتطلب خدمات طبيب التوليدأجرا بالإضافة إلى التمويل الحكومي.)

## هولندا
القابلات تسمى vroedvrouw (القابلات من النساء)، vroedmeester (القابلات الذكور)، أو verloskundige (عامة) في اللغة الهولندية. القابلات هم من الاختصاصيين المستقلين في الولادة الفسيولوجية. في هولندا، لا تزال الولادة في البيت شائعة، على الرغم من معدلات تراجعها خلال العقود الماضية. في الفترة من 2005-2008، 29 ٪ من الأطفال تم ولادتهم في المنزل وليس في المستشفى. وتعتبر القابلات عادة الممارسات الخاصة، وبعضهن يعملن في المستشفيات. الولادة في العيادات الخارجية في المستشفيات متوفرة في معظم المستشفيات. في هذه الحالة، تولد المرأة القابلة في غرفة الولادة في المستشفى، دون تدخل من طبيب التوليد. في أي مكان، تحول القابلات الرعاية لطبيب التوليد في حالة الولادة المعقدة أو الحاجة إلى التدخل في حالات الطوارئ.
وبصرف النظر عن الولادة والرعاية المباشرة بعد الولادة، توجد القابلات في اصف الأول في رعاية فترة الحمل وتعليم أمهات المستقبل. من بين المعلومات النموذجية التي تعطى للأمهات معلومات عن الغذاء والكحول ونمط الحياة، والسفر، والهوايات، والجنس، وما إلى ذلك  بعض ممارسات القبالة توفر عناية إضافية في شكل رعاية ما قبل الحمل والمساعدة في مشاكل الخصوبة.
التعليم في القبالة مباشر، أي بدون تعليم مسبق كما هو مطلوب من الممرضة. يمكن أن متابعة برنامج تعليمي لمدة 4 أعوام في أربع كليات، وغرونينغن وامستردام وروتردام وماستريخت.
كل الرعاية القابلات قانونية ومدفوعة بالكامل من قبل جميع شركات التأمين. وهذا يشمل الرعاية قبل الولادة، والولادة (القابلات أو أطباء التوليد، في المنزل أو في المستشفى)، وكذلك بعد الولادة / رعاية ما بعد الولادة للأم والطفل في المنزل (kraamzorg). 

## اليابان
أول تنظيم للقبالة في اليابان، كانت عام 1868. اليوم، يجب على القابلات اجتياز امتحان الشهادة الوطنية. ويسمح فقط للنساء باجراء الامتحان لتصبح قابلة.

## موزمبيق
وعندما انتهت الحرب الأهلية الطويلة (16 عاما) في عام 1992، دمر نظام الرعاية الصحية في موزمبيق حيث أن واحدة من بين عشر نساء كن يموتون في الولادة. لم يكن هناك سوى 18 طبيب توليد لسكانها الذين يبلغ عددهم 19 مليون نسمة. في عام 2004، قدمت موزمبيق مبادرة جديدة للرعاية الصحية لتدريب القابلات في خدمات الرعاية التوليدية الطارئة في محاولة لضمان الحصول على الرعاية الطبية الجيدة أثناء الحمل والولادة. وتجري هؤلاءالقابلات الآن العمليات الجراحية الرئيسية، بما فيها القيصرية واستئصال الرحم. كما تشير الأرقام الآن، وموزامبيق هي واحدة من عدد قليل من البلدان على الطريق الصحيح لتحقيق الأهداف الإنمائية للألفية للأمم المتحدة (MDG) من تخفيض معدل وفيات الأمهات بنسبة 75 في المئة بحلول عام 2015.

## قراءة إضافية
- س. Solagbade Popoola، Ikunle Abiyamo : بحث راكعة على ركبتي وضعت طفلي 2007، المحتوى العلمي التاريخي على أساس الأشكال التقليدية للالقبالة الأفريقية من اليوروبا في غرب أفريقيا مفصلة ضمن فلسفة التقليدية ايفا. Asefin للإعلام والنشر